# 燕子沟镇
燕子沟镇，是中华人民共和国四川省甘孜藏族自治州泸定县下辖的一个乡镇级行政单位。
2016年由新兴乡改为现名。

## 行政区划
燕子沟镇下辖以下地区：
高庙子村、新龙门子村、跃进坪村、麻柳林村、南门关村、喇嘛沟村、大坪村、燕子沟村、喇嘛寺村和康乐村。